# Harku herrgård
Harku herrgård (estniska: Harku mõis; tyska: Herrenhaus Hark) är en herrgårdsbyggnad i Harjumaa, Estland.  
Harku herrgård, omnämns först 1372, och tillhörde då den Livländska orden.
Ätten von Budberg förvärvade herrgården 1755, och byggde om den enligt tidig- klassicistisk stil. 